# Dasychira antica
Dasychira antica är en fjärilsart som beskrevs av Walker 1855. Dasychira antica ingår i släktet Dasychira och familjen tofsspinnare. Inga underarter finns listade i Catalogue of Life.